# Cippora Obziler
Cippora Obziler, hebr. ציפי אובזילר (ur. 19 kwietnia 1973 w Tel Awiwie) – izraelska tenisistka.

## Kariera tenisowa
Karierę zawodową rozpoczęła w 1997 roku. Jest zawodniczką praworęczną z oburęcznym backhandem. Mieszka w Izraelu, w miejscowości Giwatajim.
Nie ma zbyt dużych osiągnięć w turniejach wielkoszlemowych. W Australian Open doszła dwukrotnie do drugiej rundy (2004 i 2005). We French Open najdalej dotarła do drugiej rundy – w 2007. Na Wimbledonie była dwukrotnie w 1. rundzie (2007, 2008), a w 2004 roku grała w drugiej rundzie US Open.
We wrześniu 2007 doszła do finału w Kantonie, gdzie przegrała z Virginie Razzano 0:6, 3:6.

## Życie osobiste
Jest lesbijką. Ze związku z byłym partnerem Hadasem ma córkę.

## Finały turniejów WTA
| Legenda                | Legenda |
| ---------------------- | ------- |
| Wielki Szlem           |         |
| Igrzyska olimpijskie   |         |
| WTA Tour Championships |         |
| 1988 – 2008            |         |
| Kategoria I            |         |
| Kategoria II           |         |
| Kategoria III          |         |
| Kategoria IV           |         |
| Kategoria V            |         |

### Gra pojedyncza
| Końcowy wynik | Nr | Data             | Turniej | Nawierzchnia | Przeciwniczka    | Wynik finału |
| ------------- | -- | ---------------- | ------- | ------------ | ---------------- | ------------ |
| Finalistka    | 1. | 30 września 2007 | Kanton  | Twarda       | Virginie Razzano | 0:6, 3:6     |

## Wygrane turnieje rangi ITF
| turnieje z pulą nagród 100 000 $ |
| turnieje z pulą nagród 75 000 $  |
| turnieje z pulą nagród 50 000 $  |
| turnieje z pulą nagród 25 000 $  |
| turnieje z pulą nagród 15 000 $  |
| turnieje z pulą nagród 10 000 $  |

|     | Data       | Turniej             | Kat. | ($)    | Naw.   | Finalistka              | Wynik              |
| 1.  | 01/03/1997 | Jafa                | ITF  | 10 000 | twarda | Nóra Köves              | 7:5, 6:4           |
| 2.  | 08/07/1997 | Antalya             | ITF  | 10 000 | twarda | Gülberk Gültekin        | 6:0, 6:4           |
| 3.  | 22/03/1998 | Jafa                | ITF  | 10 000 | twarda | Nadieżda Ostrowska      | 6:3, 6:3           |
| 4.  | 30/05/1999 | Guimarães           | ITF  | 10 000 | twarda | Paula Hermida-Velo      | 6:0, 6:4           |
| 5.  | 06/06/1999 | Oliveira de Azeméis | ITF  | 10 000 | ziemna | Raluca Ciochină         | 6:1, 6:1           |
| 6.  | 04/07/1999 | Stambuł             | ITF  | 10 000 | twarda | Daniela Cocos           | 6:0, 6:2           |
| 7.  | 15/08/1999 | Stambuł             | ITF  | 10 000 | twarda | Nadieżda Ostrowska      | 6:0, 7:5           |
| 8.  | 05/11/2000 | Aszkelon            | ITF  | 10 000 | twarda | Tetiana Łużanśka        | 4:1, 3:5, 4:1, 4:1 |
| 9.  | 26/11/2000 | Beer Szewa          | ITF  | 10 000 | twarda | Jewhenija Sawranśka     | 4:1, 4:0, 2:4, 4:0 |
| 10. | 01/12/2002 | Mumbaj              | ITF  | 25 000 | twarda | Adriana Barna           | 6:2, 6:2           |
| 11. | 08/12/2002 | Nonthaburi          | ITF  | 25 000 | twarda | Ivana Abramović         | 6:4, 6:4           |
| 12. | 05/06/2005 | Ra’ananna           | ITF  | 25 000 | twarda | Margalita Czachnaszwili | 6:0, 6:2           |
| 13. | 06/08/2006 | Waszyngton          | ITF  | 75 000 | twarda | Camille Pin             | 7:5, 2:5 krecz     |
| 14. | 23/03/2008 | Teneryfa            | ITF  | 25 000 | twarda | Carla Suárez Navarro    | 6:2, 6:3           |